# بودروو
بودروو (به لاتین: Bodrovo) یک منطقهٔ مسکونی در بلغارستان است که در شهرستان دیمیترووگراد واقع شده‌است.